# Jimmy Gopperth
Jimmy Gopperth (New Plymouth, 29 giugno 1983) è un rugbista a 15 neozelandese, dal 2023 utility back del Provenza, in seconda divisione francese.
Versatile utility back ritenuto tra i migliori neozelandesi a non avere mai vestito la maglia degli All Blacks nell'era professionistica, è stato miglior realizzatore di punti di tre edizioni di Premiership inglese.

## Biografia
Cresciuto a Taranaki in una famiglia di allevatori lattiero-caseari, si formò rugbisticamente a Opunake fin dall'età di quattro anni; originariamente mediano d'apertura, e poi evolutosi per ricoprire anche i ruoli di centro ed estremo, fu a Wellington dopo il diploma e nel 2005 in Super Rugby con gli Hurricanes.
Nonostante la convocazione negli Junior All Blacks alla fine della prima stagione di Super Rugby, non riuscì mai a debuttare negli All Blacks per via della presenza, nel ruolo, di Dan Carter, Andy Mehrtens e Nick Evans e la concorrenza con il coetaneo Stephen Donald.
Dopo una stagione ai Blues di Auckland, vista l'improbabilità di guadagnare un posto in nazionale maggiore, decise di accettare l'ingaggio del Newcastle in Premiership grazie alla cittadinanza britannica di sua moglie, il cui nonno era emigrato dall'Inghilterra in Nuova Zelanda, che gli permise un visto di lavoro automatico nel Regno Unito.
Alla prima stagione in Inghilterra, nonostante il nono posto finale della squadra, si aggiudicò la classifica dei migliori realizzatori con 219 punti, impresa ripetuta l'anno successivo con 230 nonostante la salvezza raggiunta solo per differenza punti; l'anno successivo, nonostante un personale di 219 punti, non poté evitare la retrocessione della squadra e dopo un anno in Championship si trasferì in Pro12 al Leinster.
In Irlanda Gopperth vinse il Pro12 alla prima stagione, e nel 2015 fece rientro in Inghilterra al Wasps; in 7 stagioni nel club Gopperth, oltre a due finali di campionato, si aggiudicò la terza classifica personale di marcature con 292 punti e il premio di miglior giocatore del torneo, entrambi nel 2017.
Facendo seguito al fallimento societario degli Wasps, Gopperth si trasferì a Leicester con un contratto annuale, al termine del quale gli è stato offerto un ingaggio in Francia al Provenza dal 2023.

## Palmarès
- Pro14: 1
Leinster: 2013-14